# Eophileurus iwasei
Eophileurus iwasei är en skalbaggsart som beskrevs av Muramoto 1995. Eophileurus iwasei ingår i släktet Eophileurus och familjen Dynastidae. Inga underarter finns listade i Catalogue of Life.